# Cymbopogon caesius
Espèce
Cymbopogon caesius, la citronnelle marron,  est une espèce de plantes monocotylédones de la famille des Poaceae, sous-famille des Panicoideae, originaire des régions tropicales d'Afrique et d'Asie.
Elle est connue sous les noms anglais de Kachi Grass ou Turpentine grass.
C'est une herbe aromatique, sempervirente, qui peut atteindre deux, voire trois, mètres de haut.

## Description
Le brin de sa feuille est de 50-300 × 14 mm, arrondie ou cordée à la base et son inflorescence est allongée. Elle fleurit d’habitude de novembre à mai. C’est une herbe pérenne très touffue à racèmes gonflés groupés dans une spathéole étroite.
Les feuilles et les inflorescences ont une odeur de térébenthine fortement aromatique lorsqu'elles sont écrasées.

## Distribution et habitat
Cette herbe est largement répandue en Afrique du Sud et distribuée dans toutes les provinces à l'exception du Cap-Occidental. On en trouve aussi dans le nord de l’Afrique, au Soudan, au Yémen, au sud de l'Inde et au Sri Lanka. Elle est présente fréquemment dans les régions bénéficiant de pluies estivales. Elle est présente dans les prairies, la savane, les forêts, les anciens champs de maïs, et le long des routes, à des altitudes allant de 50 à 1550 mètres. Elle peut aussi pousser dans la plupart des types de sols mais préfère les sols sablonneux. 
Le genre Cymbopogon compte plus de 40 espèces en Afrique tropicale et subtropicale, en Asie et en Australie. À noter que six espèces sont principalement répandues en Afrique australe.

## Étymologie
Le nom générique « Cymbopogon » dérive de deux racines grecques,  kymbe, « bateau » et pogon, « barbe », ce qui signifie, chez la plupart des espèces, les épillets touffus qui se projettent des spathes en forme de bateau. 
L'épithète spécifique, caesius, est un mot latin qui fait référence à la couleur gris bleuâtre, comme celle des yeux, qui est celle de la plante dans son ensemble ou en partie. 

## Taxinomie

### Synonymes
Selon Catalogue of Life (24 juin 2017) :
- Andropogon connatus Hochst. ex A.Rich.
- Andropogon excavatus Hochst.
- Andropogon foliatus Steud.
- Andropogon nardoides var. minor Nees
- Andropogon schoenanthus var. caesius (Hook. & Arn.) Hack.
- Andropogon schoenanthus var. gracillimus Hook.f.
- Cymbopogon caesius var. gracillimus (Hook.f.) E.G.Camus & A.Camus
- Cymbopogon connatus (Hochst. ex A.Rich.) Chiov.
- Cymbopogon connatus var. muticus Chiov.
- Cymbopogon excavatus (Hochst.) Stapf ex Burtt Davy
- Cymbopogon plicatus Stapf
- Cymbopogon suaveolens Pilg.
- Gymnanthelia connata (Hochst. ex A.Rich.) Schweinf. & Asch.

### Liste des sous-espèces et variétés
Selon Tropicos (24 juin 2017) (Attention liste brute contenant possiblement des synonymes) :
- sous-espèce Cymbopogon caesius subsp. caesius
- sous-espèce Cymbopogon caesius subsp. giganteus (Chiov.) Sales
- variété Cymbopogon caesius var. caesius
- variété Cymbopogon caesius var. muticus A. Camus

## Écologie
Cymbopogon caesius est pollinisée  par le vent, et les graines sont également dispersées par le vent et par l'eau. Cela se produit dans les zones où les précipitations annuelles dépasse 500 mm par an, mais peuvent se produire moins fréquemment dans les zones où les précipitations sont plus faibles.

## Utilisation
La plante est collectée directement dans la nature et utilisée dans plusieurs cas pour obtenir une huile essentielle, appelée « huile de Kachi grass ». Un médicament tel que le « Sirri Oil » est préparé à partir des racines et les décoctions des rhizomes sont utilisées par certains Africains pour arrêter les nausées matinales chez les femmes enceintes. Au Lesotho, l'herbe avait l'habitude d'éloigner les rongeurs des paniers à grains et en Afrique du Sud, cette herbe était utilisée comme anti-moustique. 